# Little Bentley
Little Bentley – wieś w Anglii, w hrabstwie Essex, w dystrykcie Tendring. Leży 45 km na północny wschód od miasta Chelmsford i 94 km na północny wschód od Londynu. Miejscowość liczy 312 mieszkańców.